# Plinia povedae
Plinia povedae là một loài thực vật có hoa trong Họ Đào kim nương. Loài này được P.E.Sánchez miêu tả khoa học đầu tiên năm 1986.